# Peransalt
El Peransalt és una muntanya de 1.891 metres que es troba al municipi de Guils de Cerdanya, a la comarca de la Baixa Cerdanya.